# Lumawigia
Lumawigia – rodzaj chrząszczy z rodziny bogatkowatych, podrodziny Agrilinae i plemienia Coraebini.

## Taksonomia
Rodzaj opisany został przez Charlesa L. Bellamy w 2005 roku, a jego gatunkiem typowym jest Lumawigia gibbicephala.

## Występowanie
Rodzaj ten jest endemiczny dla Filipin.

## Systematyka
Opisano dotąd 2 gatunki z tego rodzaju:
- Lumawigia gibbicephala Bellamy, 2005
- Lumawigia leytensis Bellamy et Ohmomo, 2009